# Amanda Lindner

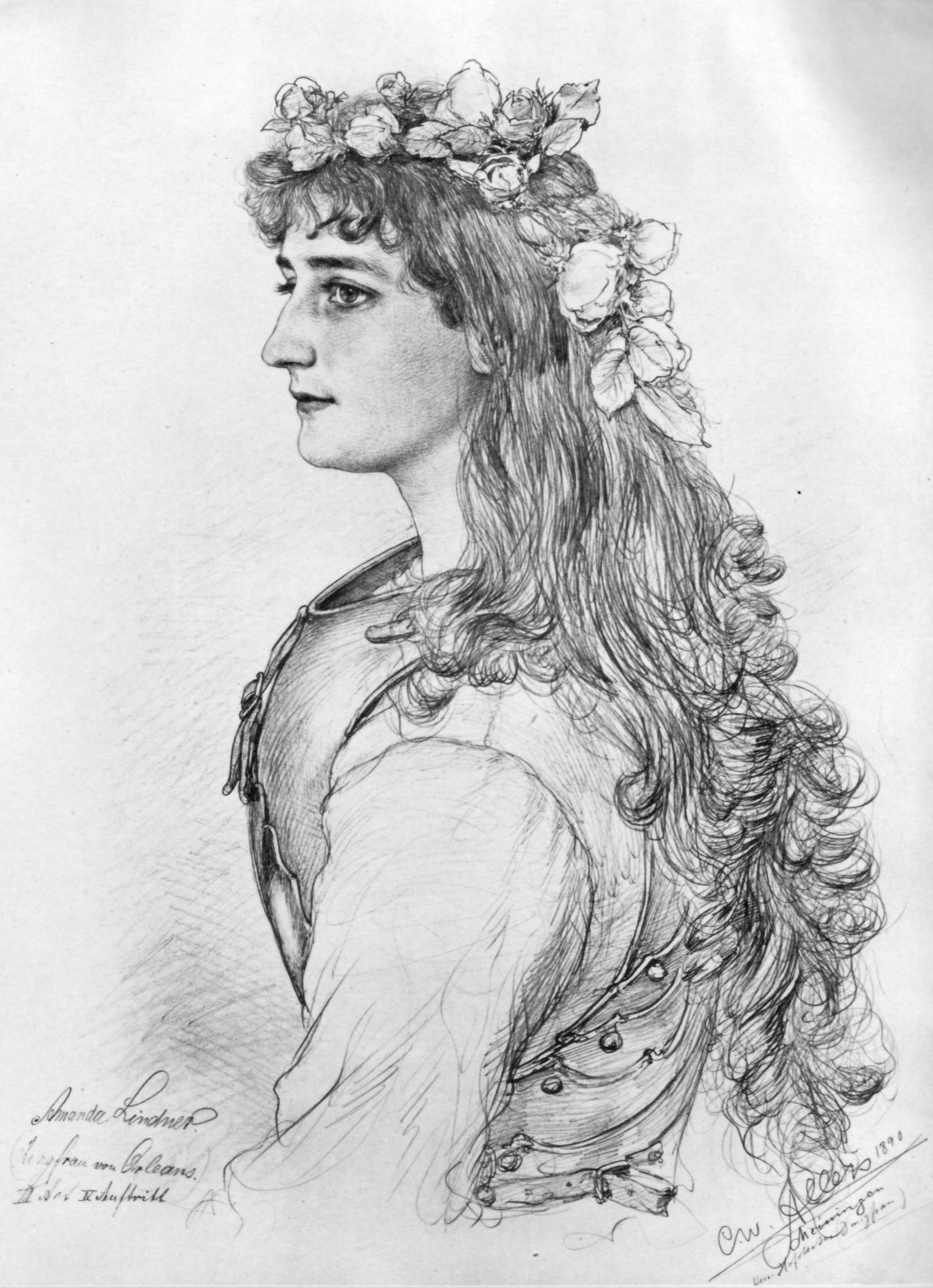
Amanda Lindner.

Amanda Lindner, född 7 augusti 1868, död 18 april 1951, var en tysk skådespelerska.
Lindner var balettelev vid stadsteatern i Leipzig, där hon tidigt spelade barnroller och 1884 debuterade. Lindner var 1884-1885 anställd vid hovteatern i Coburg, 1885-1890 vid hovteatern i Meiningen och 1890-1911 vid kungliga teatern i Berlin, varefter hon ägnade sig åt gästspel. Lindner var en skådespelerska med strålande yttre medel, flammande temperament, äkta känsla och lekfull humor. Bland hennes roller märks Mandanika i Vasantasena, Julia i Romeo och Julia, Portia i Köpmannen i Venedig, Recha i Nathan den vise, Margareta i Faust, Klara i Egmont samt Orleanska jungfrun och Thekla i Wallenstein.